# Денверський музей природи і науки
39°44′51″ пн. ш. 104°56′31″ зх. д. / 39.7475° пн. ш. 104.942° зх. д.
Денверський музей природи та науки (англ. Denver Museum of Nature & Science) — муніципальний музей природничої історії та науки в Денвері (штат Колорадо). Це ресурс для неформальної наукової освіти в регіоні Скелястих гір. Будівля музею зберігає понад мільйона об'єктів у своїх колекціях, включаючи природничі та антропологічні матеріали, а також архівні та бібліотечні ресурси.
Музей є незалежною некомерційною установою, в якій працює приблизно 450 штатних і позаштатних співробітників, понад 1000 волонтерів і опікунська рада з 29 членів. Він акредитований Американським альянсом музеїв і є філією Смітсонівського інституту.
У 2022 році музей відвідало 1 151 000 відвідувачів, посівши восьме місце в списку найвідвідуваніших музеїв США. Офіційний онлайн-журнал музею називається Catalyst.

## Історія

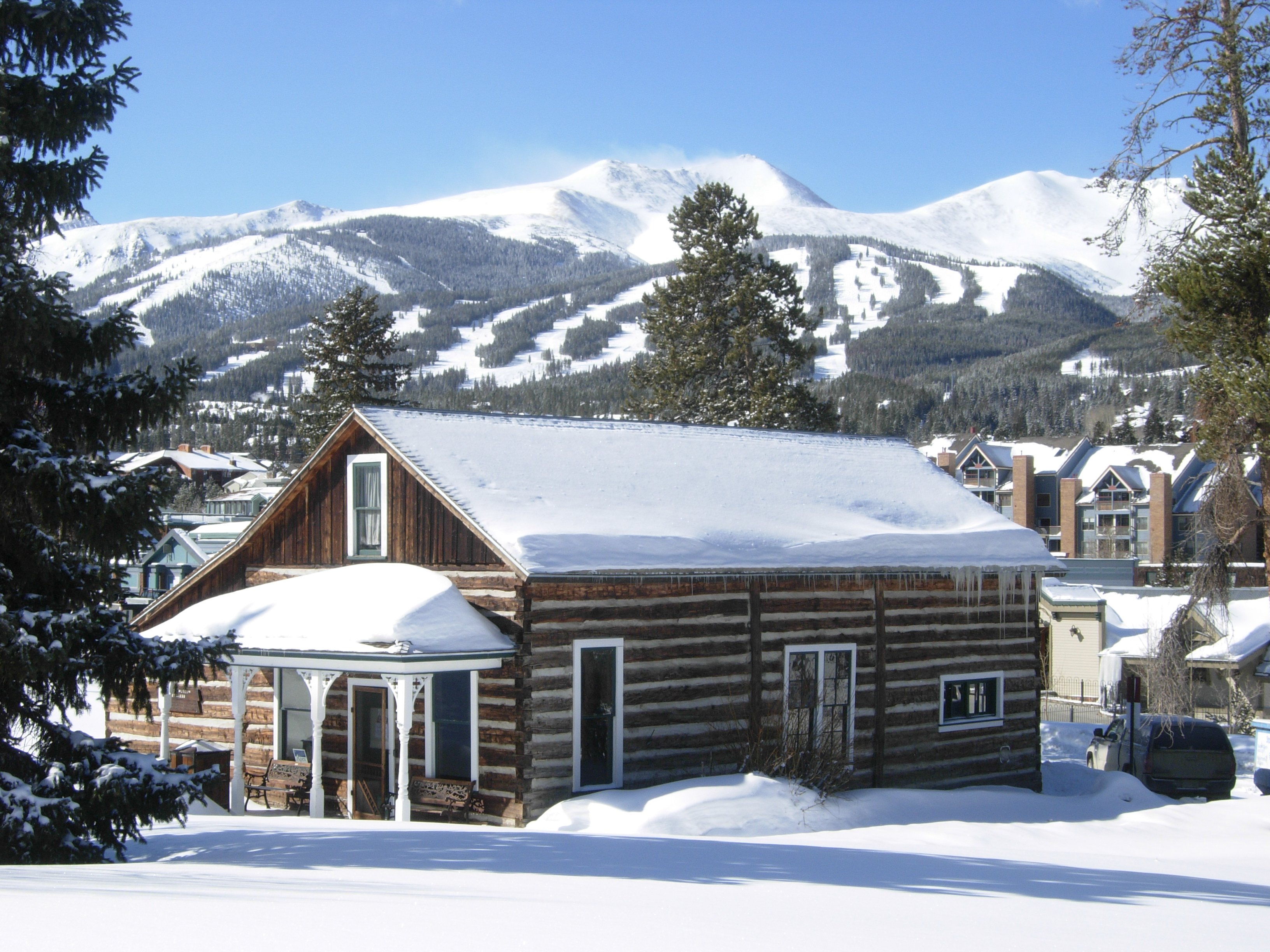
Натуралістський музей зрубу Едвіна Картера (прибл. 1875), Брекенридж, Колорадо

У 1868 році натураліст Едвін Картер переїхав у крихітну хатину у селищі Брекенридж (штат Колорадо), щоб зайнятися науковим дослідженням птахів і ссавців Скелястих гір. Майже самотужки Картер зібрав одну з найповніших колекцій фауни Колорадо, які тоді існували.
Чутка про колекцію Картера поширилася, і в 1892 році група видатних громадян Денвера заявила про свою зацікавленість у перенесенні його природничої колекції до столиці, щоб усі могли її побачити. Картер запропонував продати всю колекцію за 10 000 доларів. Засновники також викупили колекцію метеликів, а також колекцію кристалізованого золота.
Разом ці три колекції сформували ядро того, що згодом стало Колорадським музеєм природної історії, офіційно зареєстрованим 6 грудня 1900 року. Після багатьох років підготовки та будівництва Музей природної історії Колорадо нарешті відкрився для публіки 1 липня 1908 року. До 1918 року відкрилося ще одне крило, і дослідницькі роботи йшли повним ходом.
У 1927 році команда під керівництвом Музею Колорадо виявила у Фолсомі (Нью-Мексико) два кам'яні наконечники, що застряли в кістках вимерлого виду бізонів. Ця знахідка показала, що люди жили в Північній Америці понад 10 000 років тому, на сотні років раніше, ніж вважалося раніше.
Місто Денвер збільшило фінансування музею, що призвело до зміни назви на Денверський музей природної історії в 1948 році. Назва була знову змінена в 2000 році на нинішній Денверський музей природи і науки, що відображає ширшу спрямованість установи.

## Постійні експонати
Expedition Health

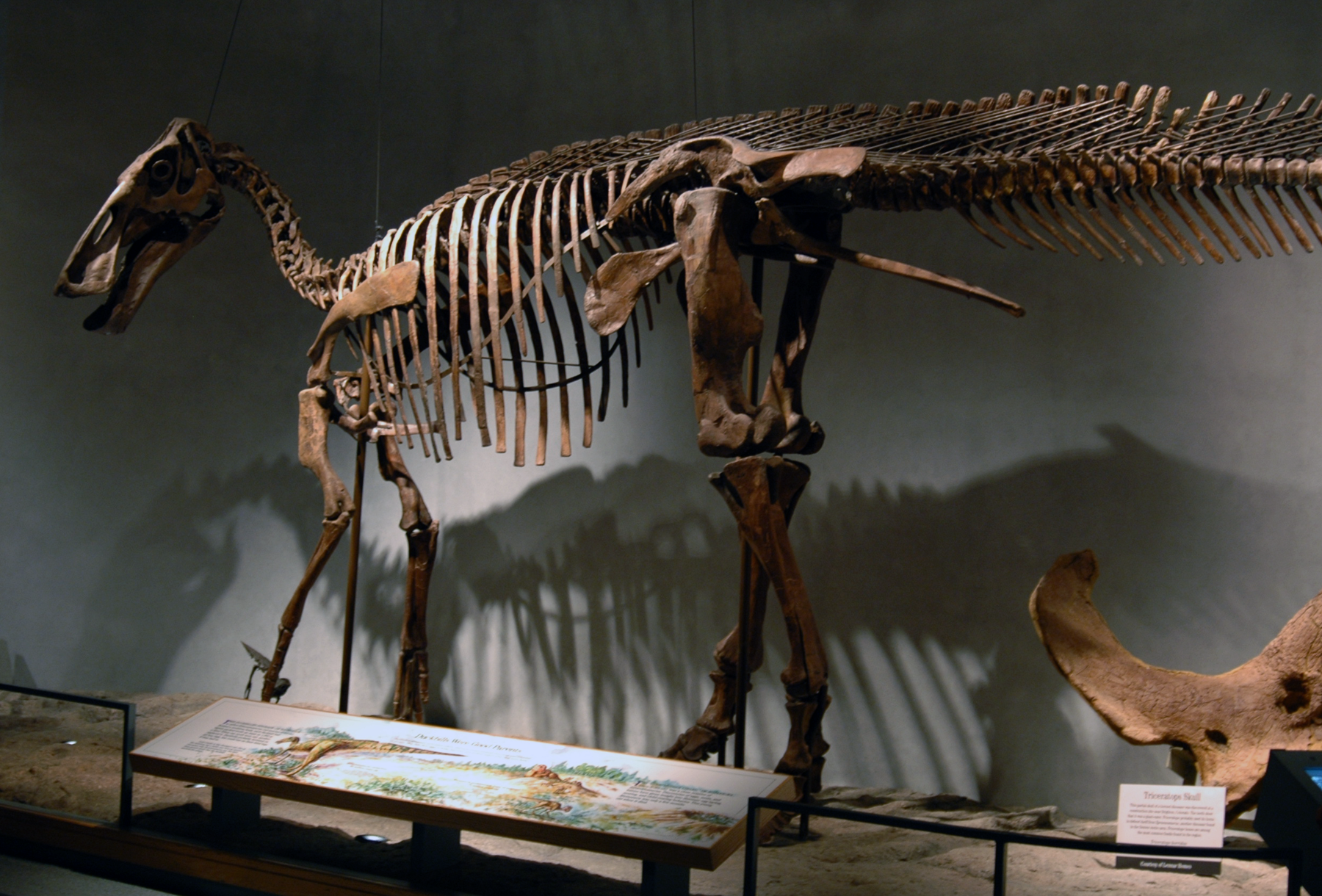
Скелет едмонтозавра

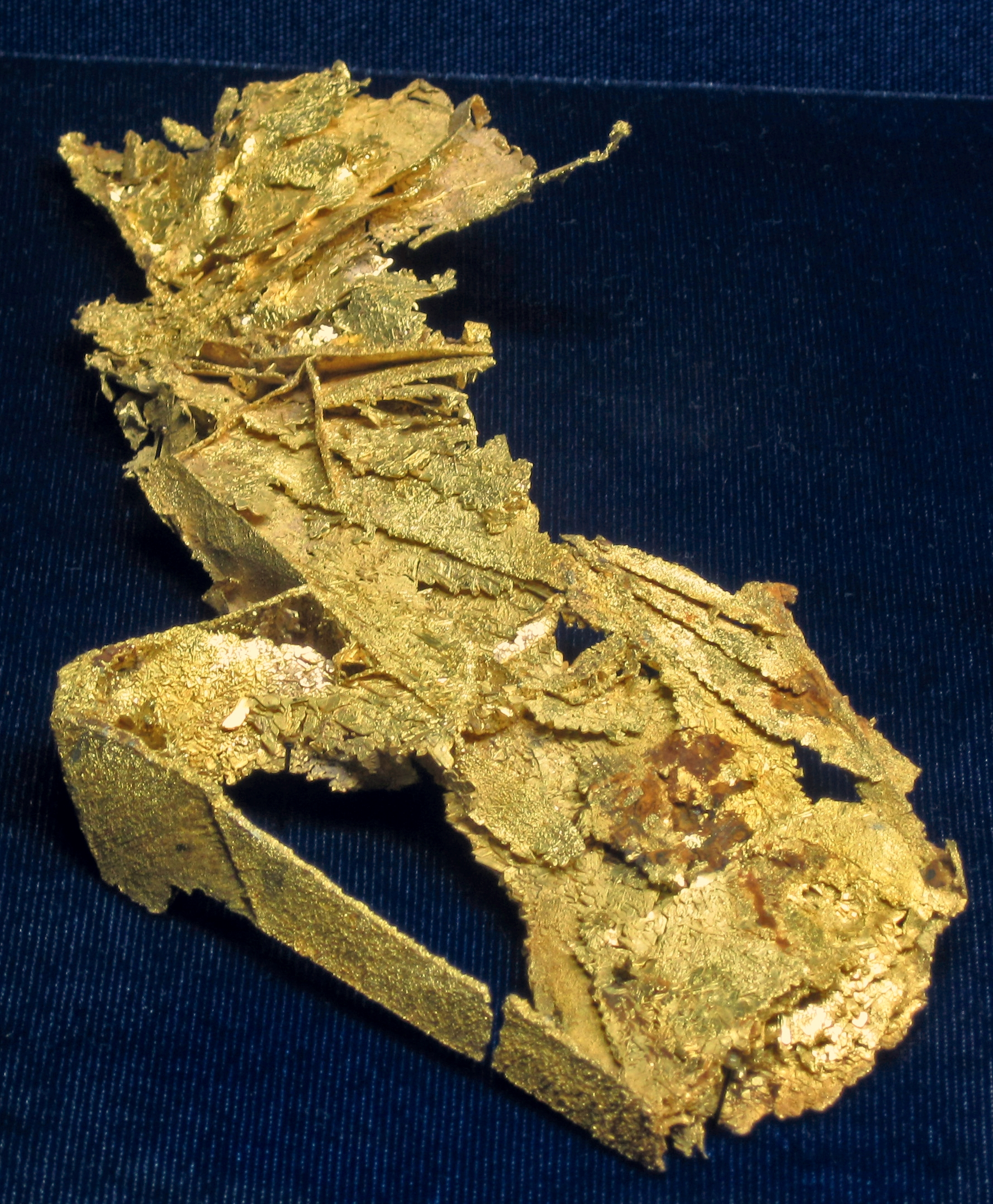
Кришталічне золото з Фарнкомб-Гілл, поблизу Брекенріджа, Колорадо

Expedition Health навчає відвідувачів про людський організм, у тому числі про смак. Зал був відкритий 30 березня 2009 року замість колишнього Залу життя.
Космічна Одіссея
Космічна Одіссея, яка відкрилася у 2003 році й оновлена у 2020 році, розповідає про Всесвіт і наше місце в ньому. Однією з визначних пам'яток виставки є повномасштабна копія марсохода Mars Exploration Rover.
Доісторична подорож
Доісторична подорож відкрилася в 1995 році, простежує еволюцію життя на Землі. Експозиції включають скелети та черепи доісторичних тварин: диметродон, еріопс, алозавр, стегозавр, диплодок, едмонтозавр, майазавр, мегацеропс, археотерій, гієнодон, мерікоідодон, стеномил, мерікохоер, моропус, Dinohyus, Hesperotestudo, Gomphotherium, Synthetoceras і Teleoceras, діорама рифу морських лілій віком 435 мільйонів років, відлитий череп/репліка стародавньої плакодермової риби Dunkleosteus і колекція трилобітів.
Зали дикої природи
Зали дикої природи — це діорами тварин, що демонструють сцени повсякденного життя багатьох різних тварин, одна з найбільших колекцій такого типу в Північній Америці.
Комахи та метелики
Комахи та метелики — це виставка дикої природи на першому поверсі, яка розділена на чотири експозиції: «Прикріплення комах», де класифікуються різні групи членистоногих і представлено дванадцять загальних рядів комах; Deceits & Defenses, який показує різних комах, які мають власні способи захисту, а також містить мініатюрну діораму, що зображує чагарник передгір'я з багатьма прихованими комахами; Colorado Lepidoptera, який містить 171 вид метеликів, що зустрічаються в Колорадо, включно з колорадським волосником, комахою штату Колорадо; і Form Follows Function, що показує життєвий цикл метелика-жалібниці, невеликої колекції метеликів тропічного лісу та двох видів метеликів морфо поруч із моделлю луски з одного з крил блакитного морфо.
Єгипетські мумії
Єгипетські мумії містять дві мумії разом із кількома трунами та іншими різноманітними стародавніми предметами стародавнього Єгипту. У 1991 і 2016 роках мумії піддалися комп'ютерній томографії в дитячій лікарні в Аврорі. Також на виставці є мініатюрний храм, заснований на храмі часів фараона Рамзеса II.
Коштовне каміння та мінерали Coors
Coors Gems & Minerals — це зала, де відвідувачі можуть досліджувати багато різнокольорових кристалів і мінералів, знайдених як локально, так і в усьому світі. У ньому є відтворена шахта на основі шахти Sweet Home, де 21 серпня 1992 року спочатку знайшли Alma King, найбільший зразок родохрозиту, виставлений біля входу. Тут також міститься найстаріший експонат музею: кристалізоване сусальне золото, передане в дар 1900 року — того ж року, коли засновано музей.
Самоцвітне різьблення Коноваленка
У музеї представлена єдина за межами Москви загальнодоступна колекція різьблених каменів радянського художника українського походження Василя Коноваленка, розташована на третьому поверсі Залу дикої природи Південної Америки.
Crane Hall of North American Indian Cultures
Стародавній Денвер
Стародавній Денвер, серія картин місцевих художників, які зображують територію Денвера від 300 мільйонів років тому до сьогодення.
Окрім експозиційних залів, у ротонді можна зустріти скелети тиранозавра рекса, пари талассомедонів і фінвала, а також копію тотемного стовпа вождя Кіана.

## Галерея

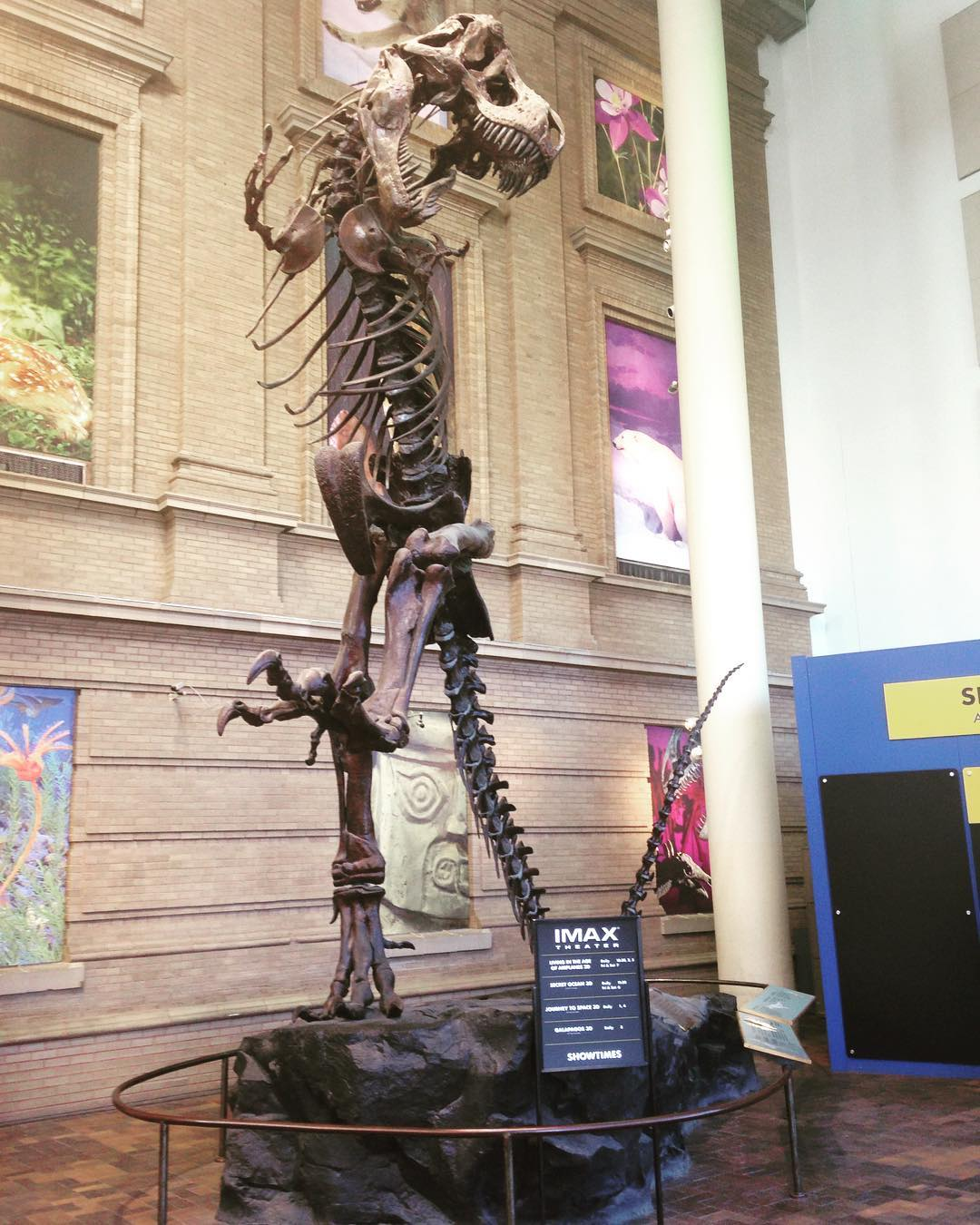
Скелет тиранозавра рекса, що знаходиться біля входу в музей
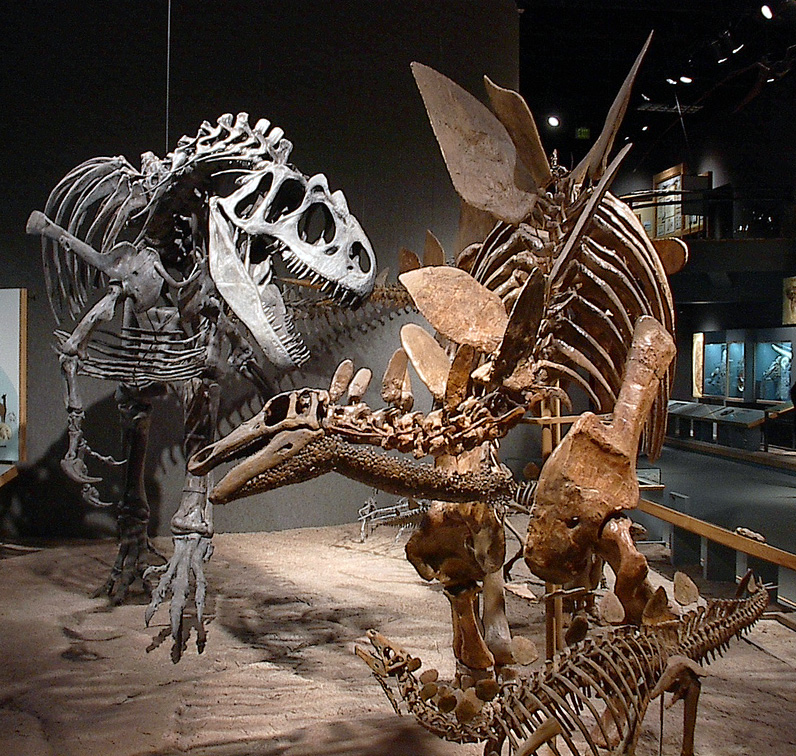
Стегозавр та алозавр з виставки «Доісторична подорож»
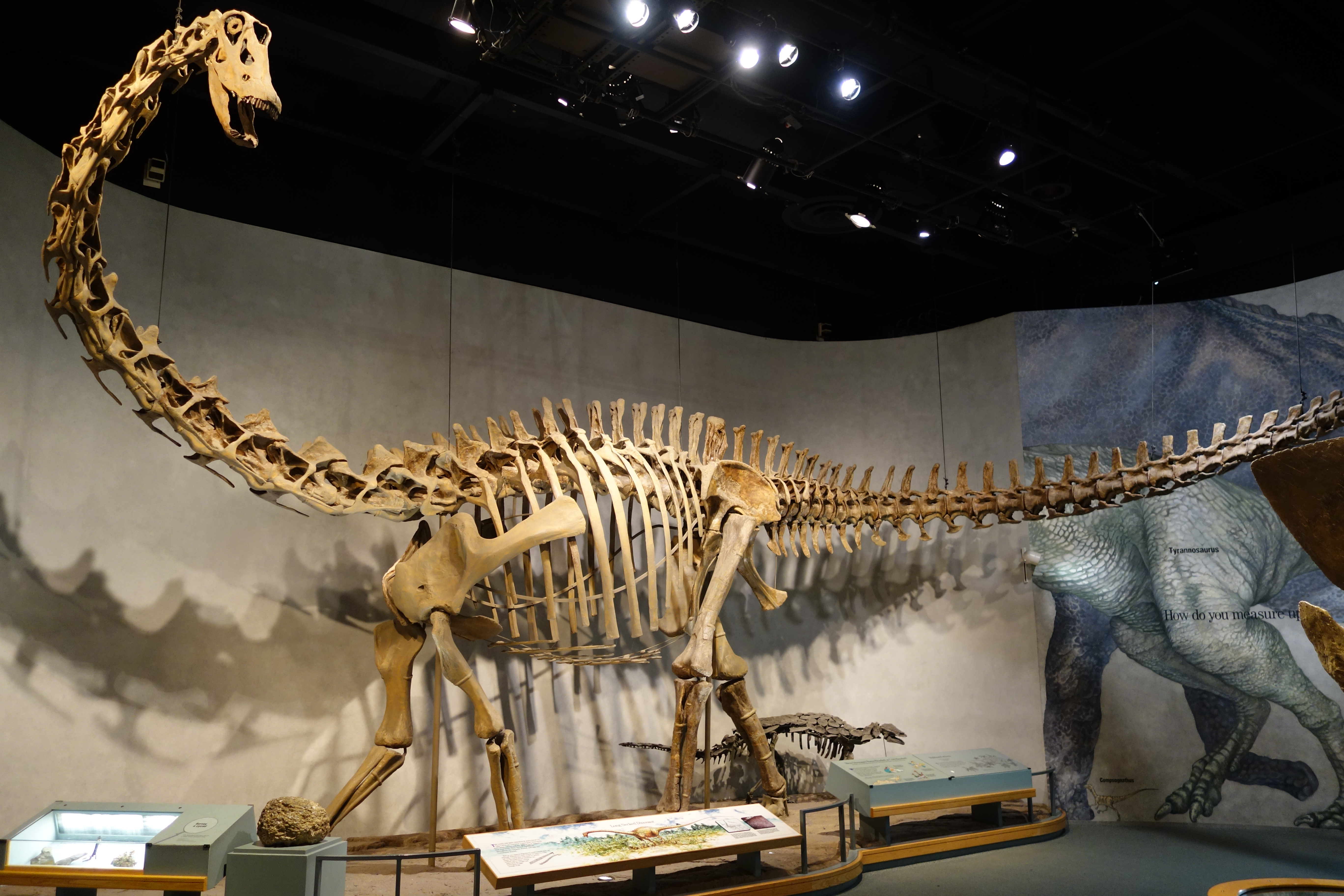
Диплодок
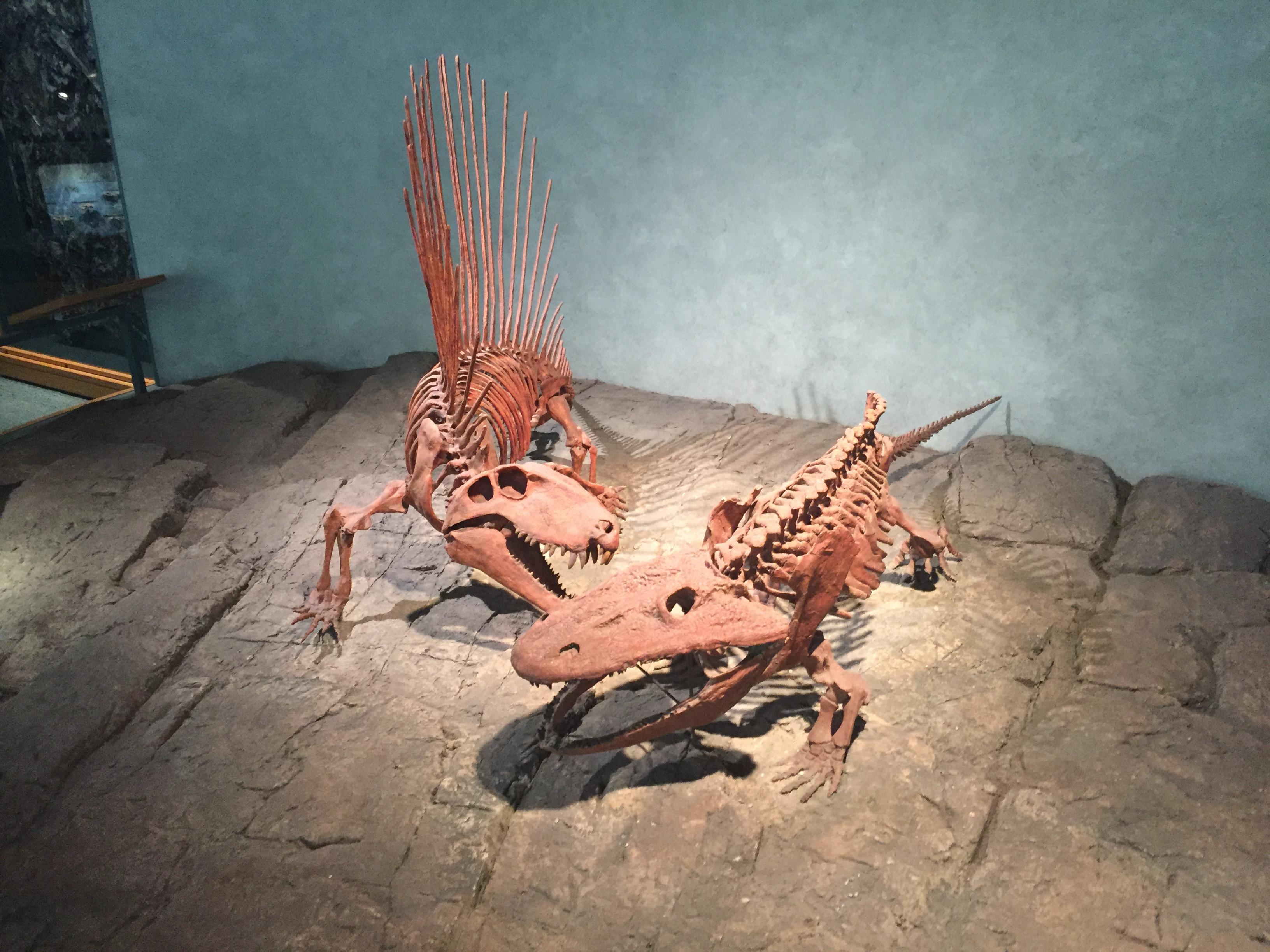
Dimetrodon limbatus та еріопс мегакефалус
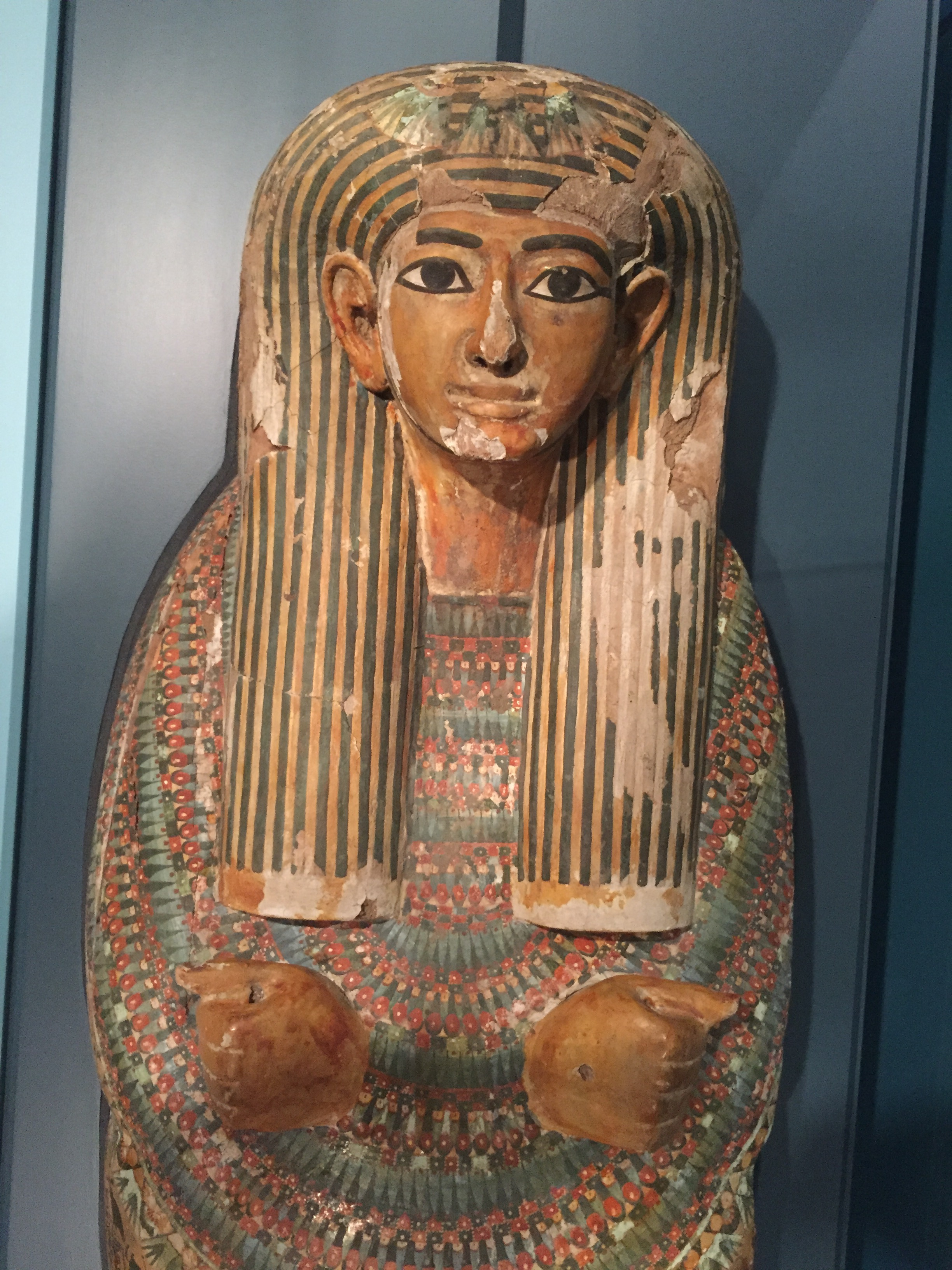
Кришка труни Анкх-еф-ен-Хонсу, писаря в храмах Амона у Фівах
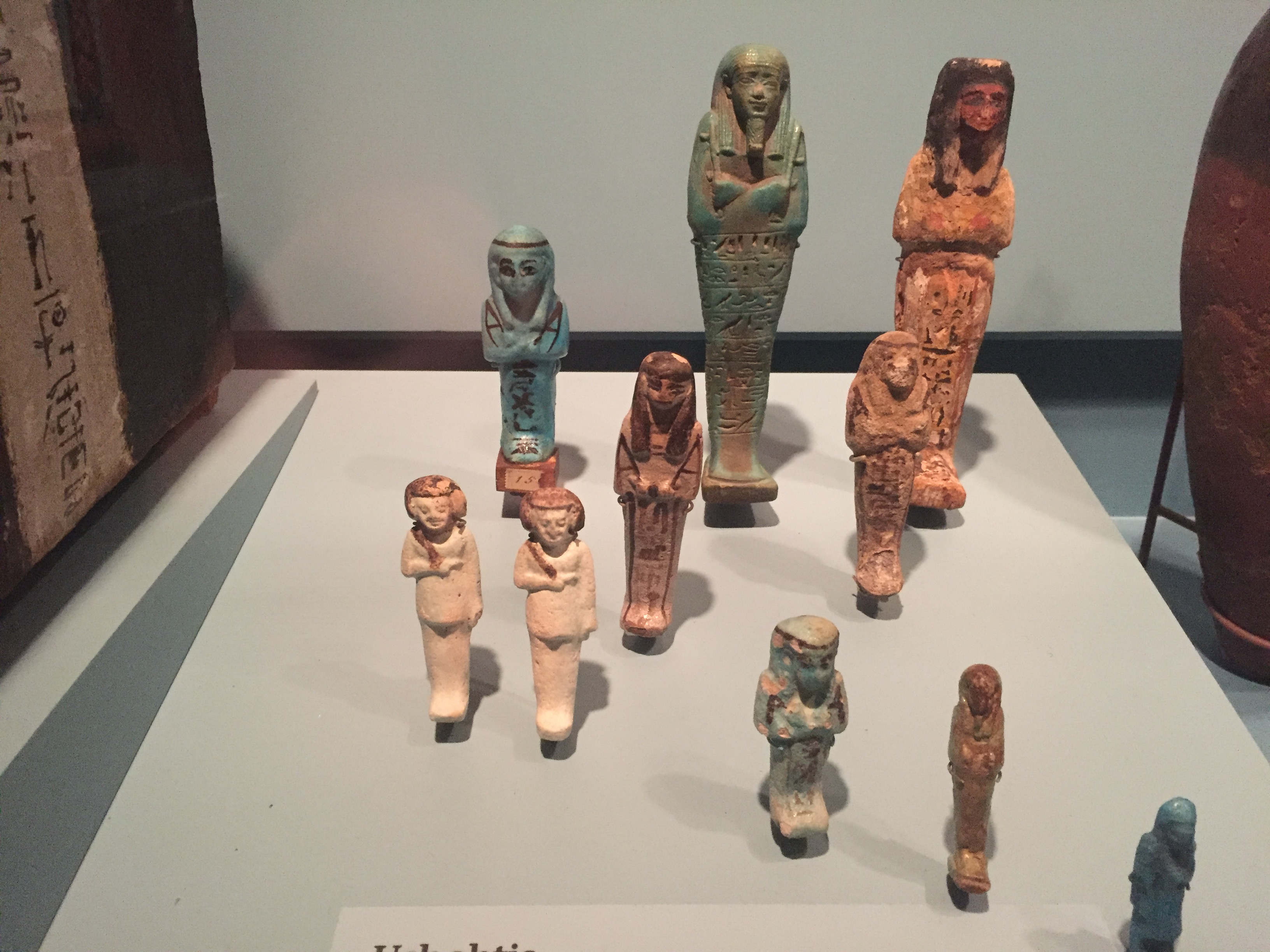
Асортимент фігурок Ушебті
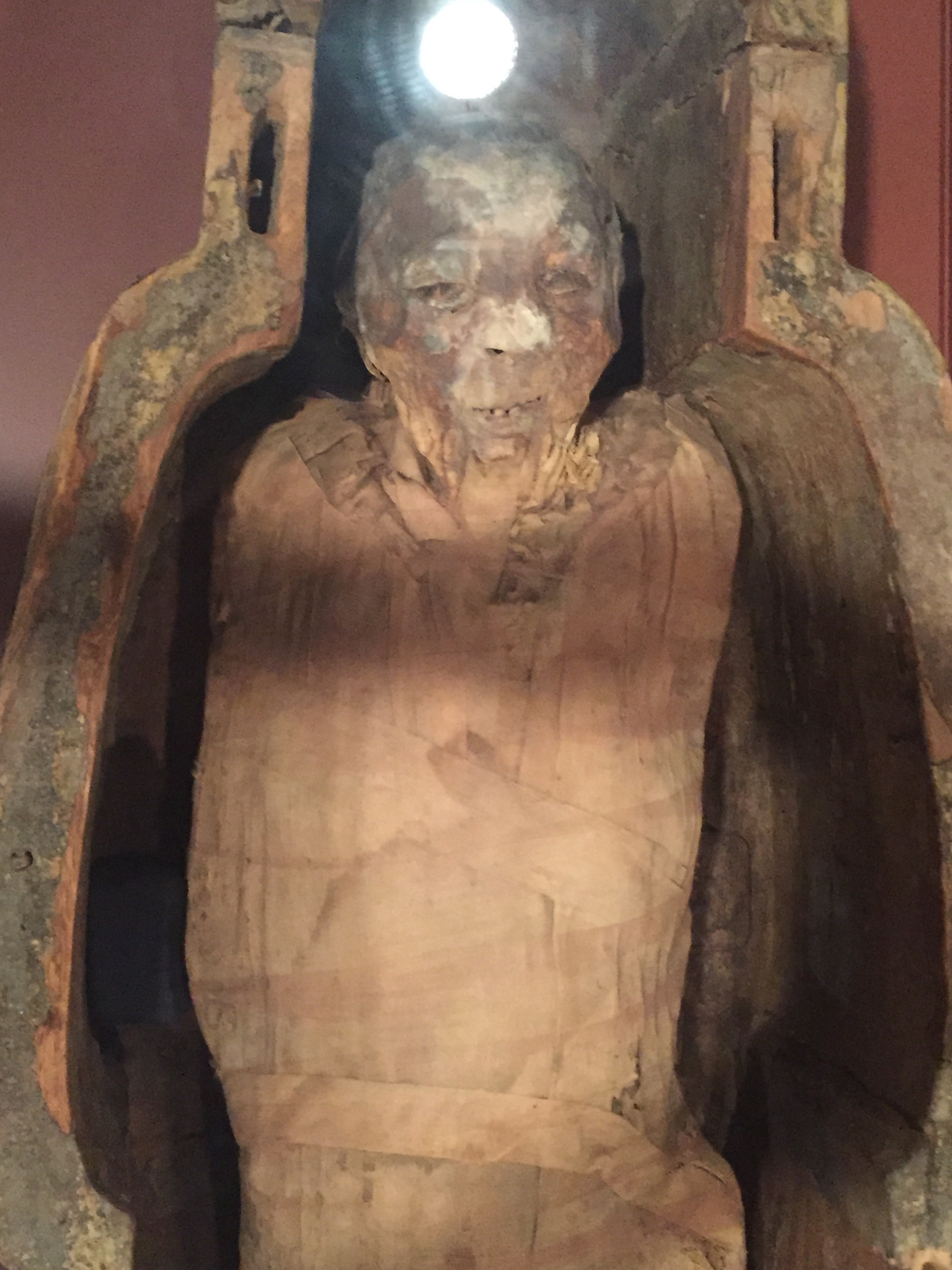
Так звана "Мумія бідної жінки", період Птоломея.
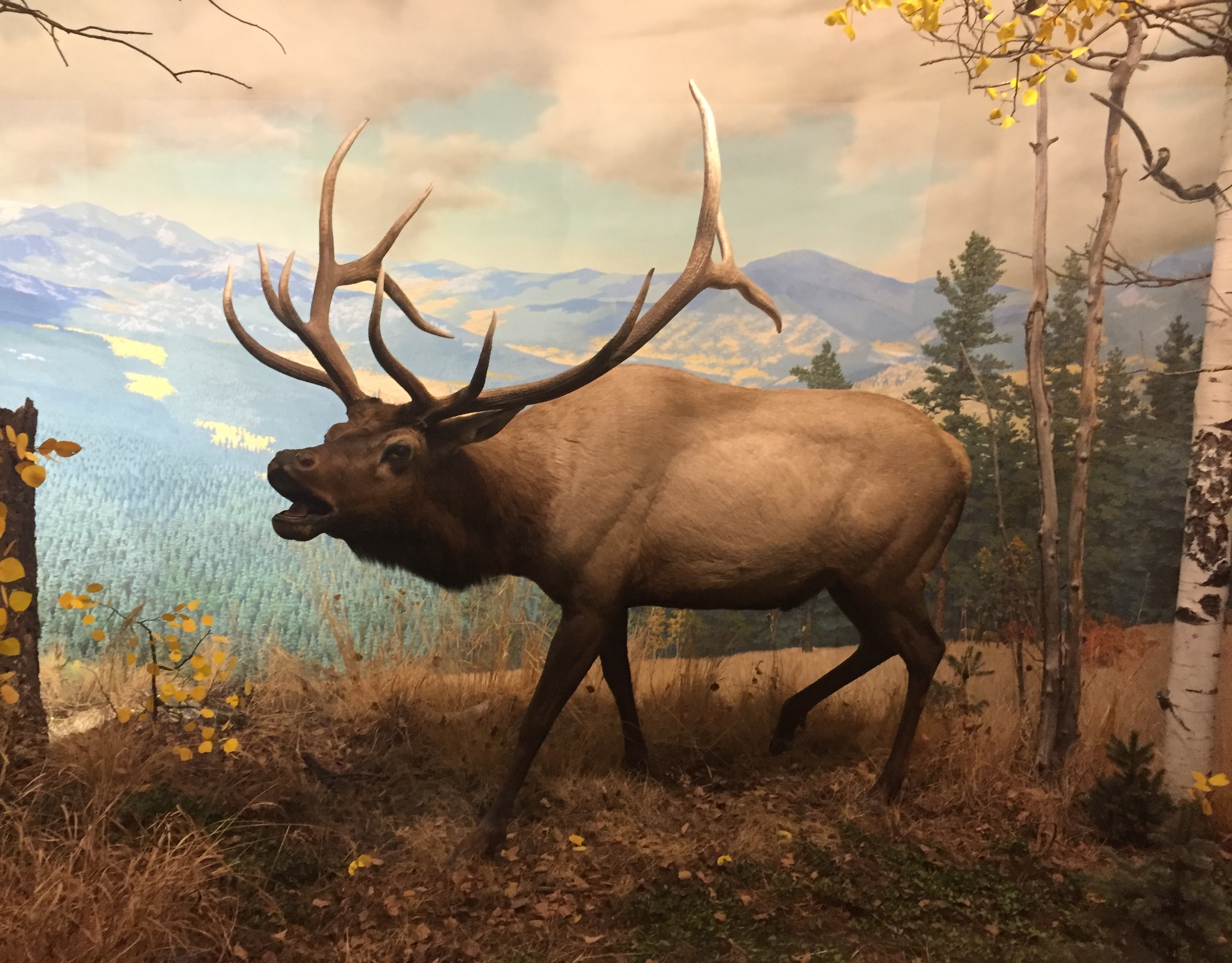
Лось Вапіті з діорами
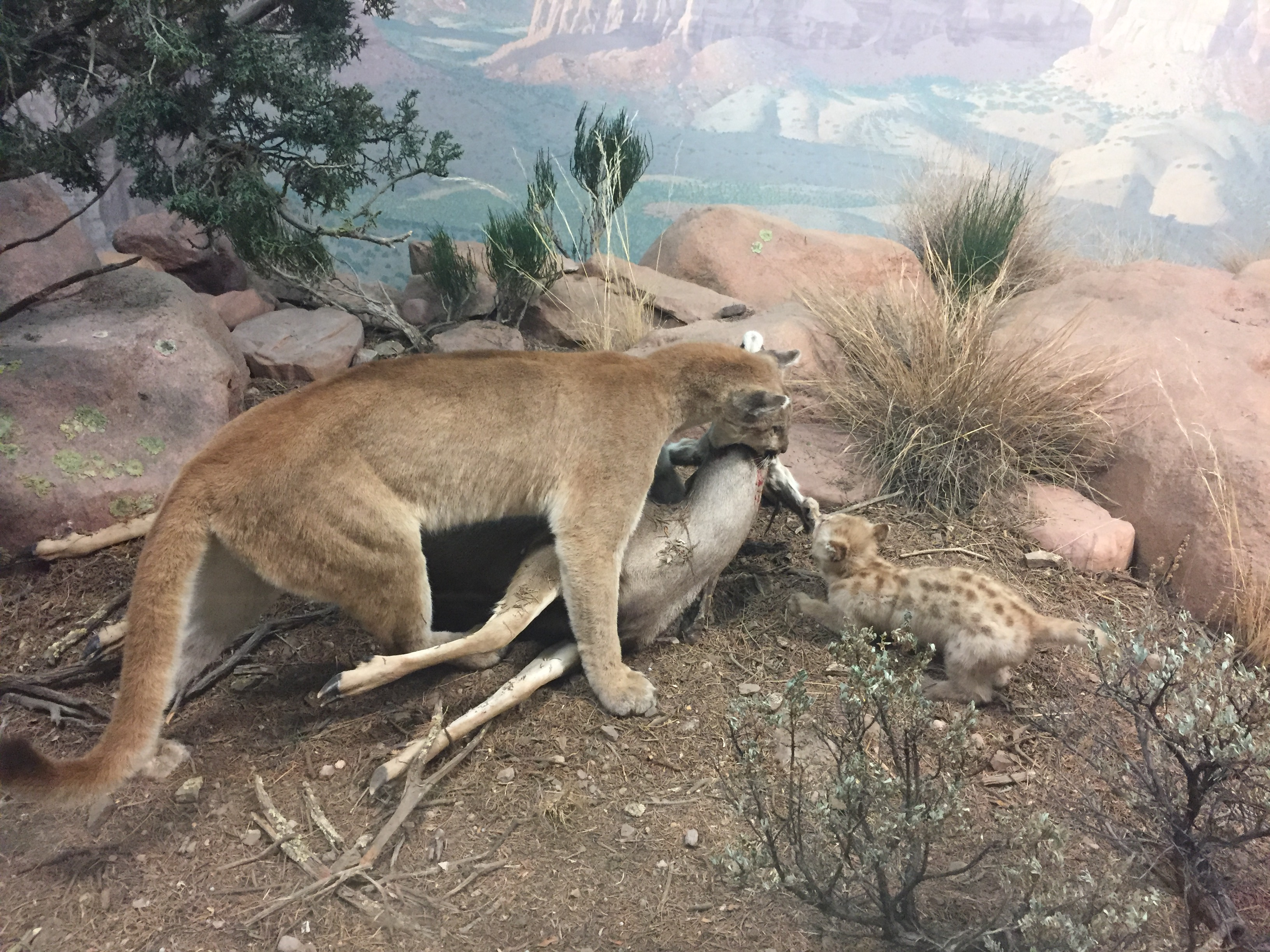
Діорама гірського лева
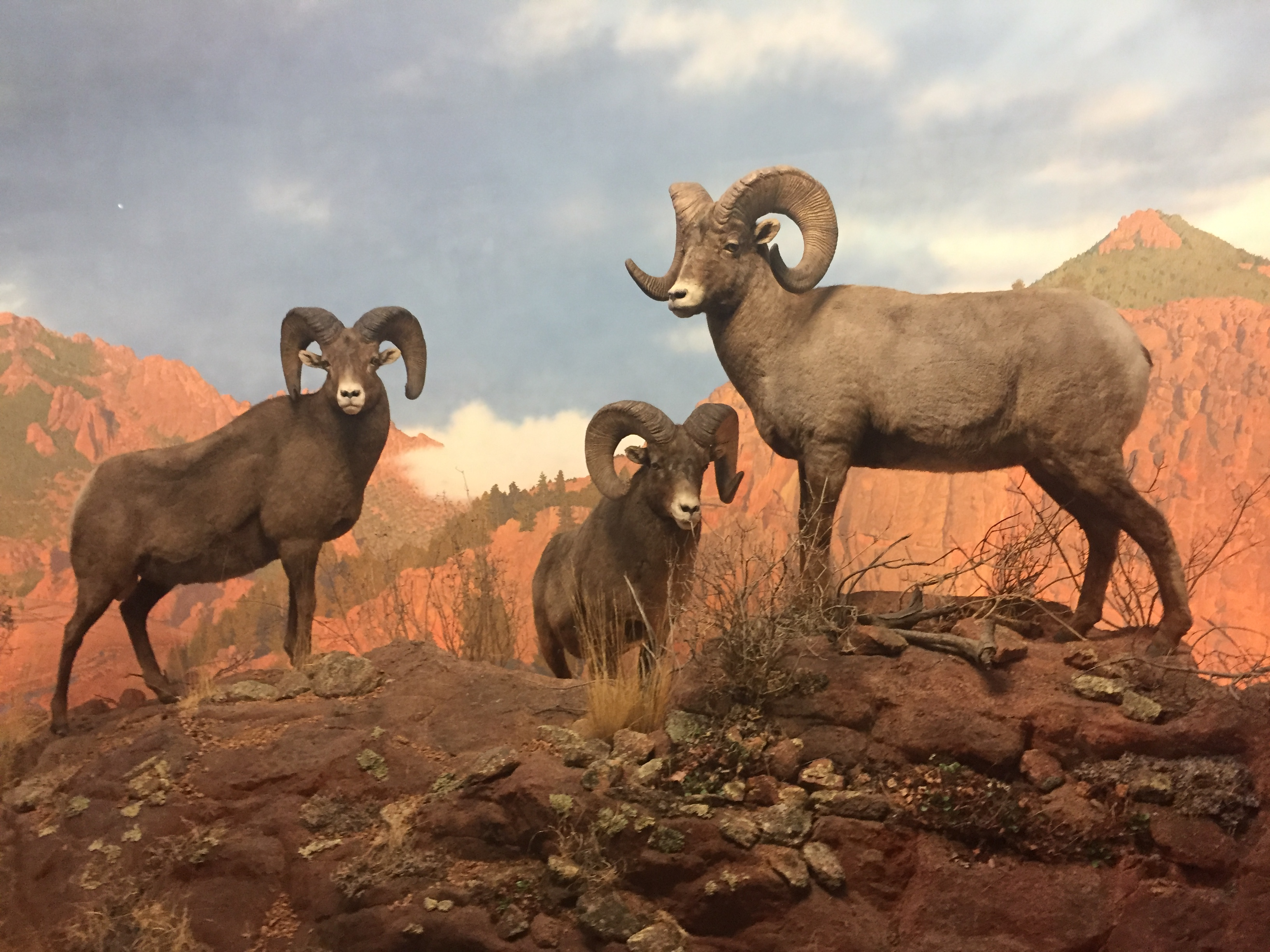
Діорама барана-товсторога
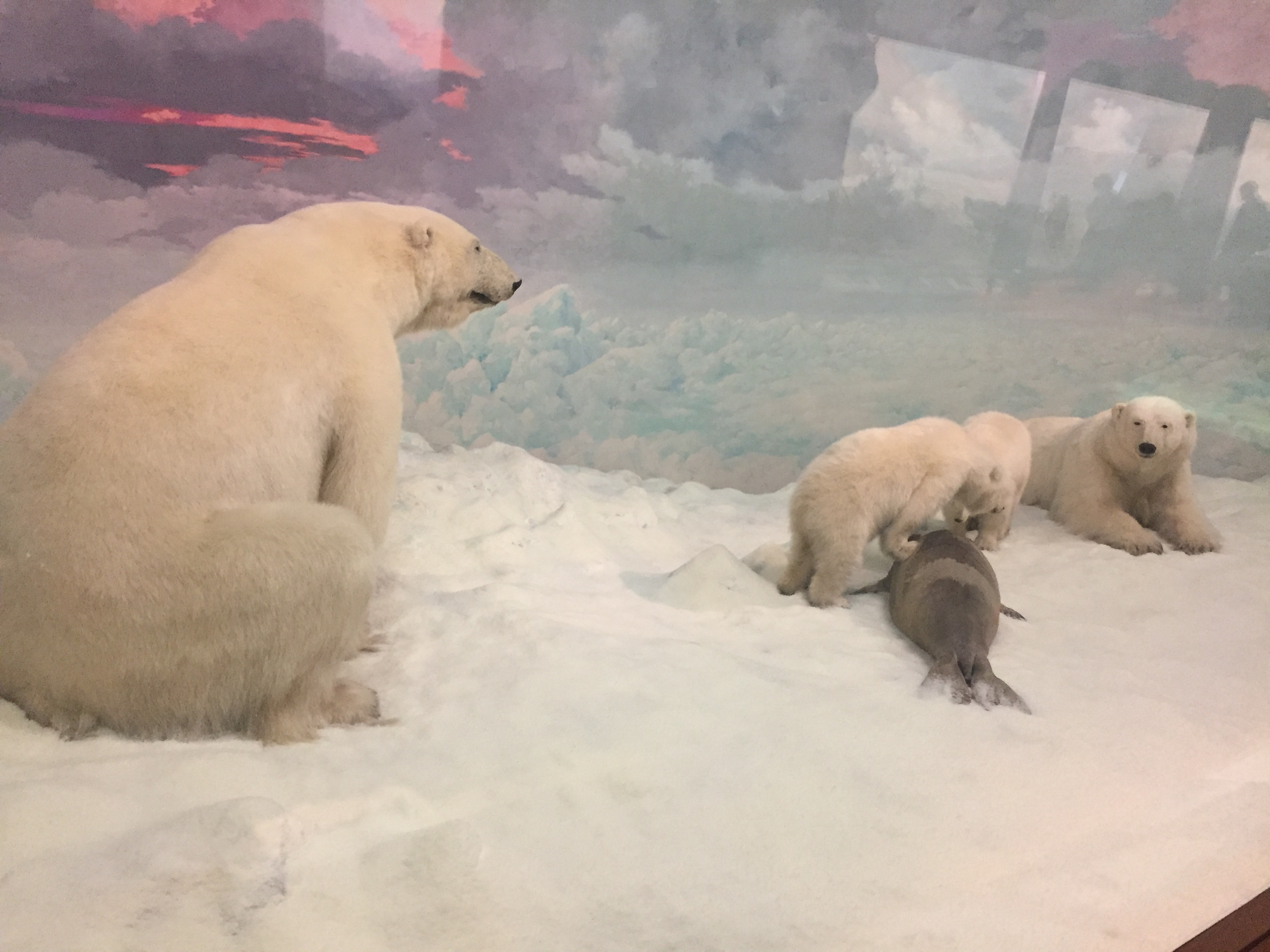
Знаменита діорама музею 1942 року: полярний ведмідь з зображенням кільчастої нерпи
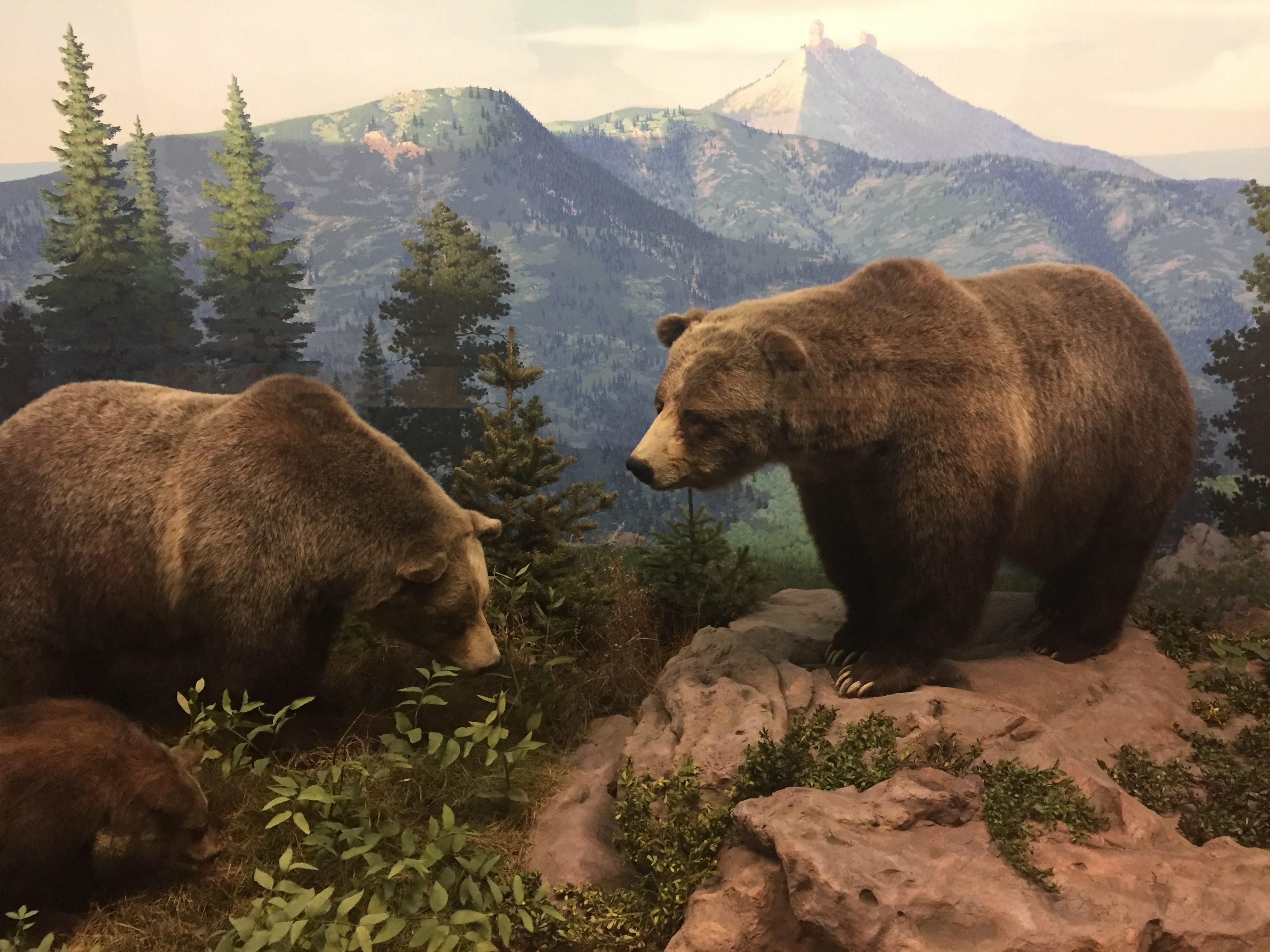
Діорама з зображенням ведмедів гризлі в Чимні-Рок. Гризлі не збереглися в Колорадо з 1979 року
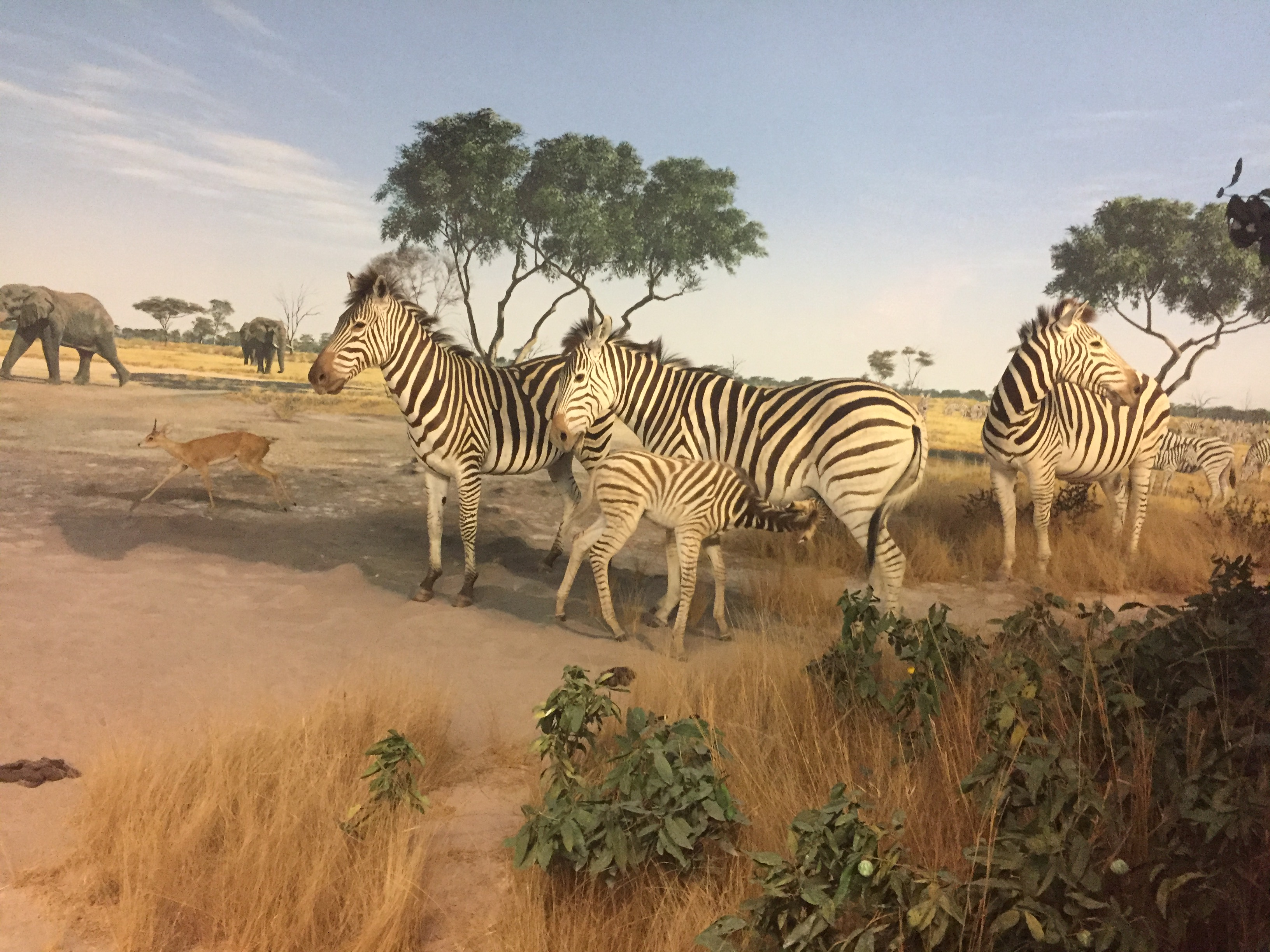
Рівнинні зебри та стенбок у діорамі з виставки Ботсвана.
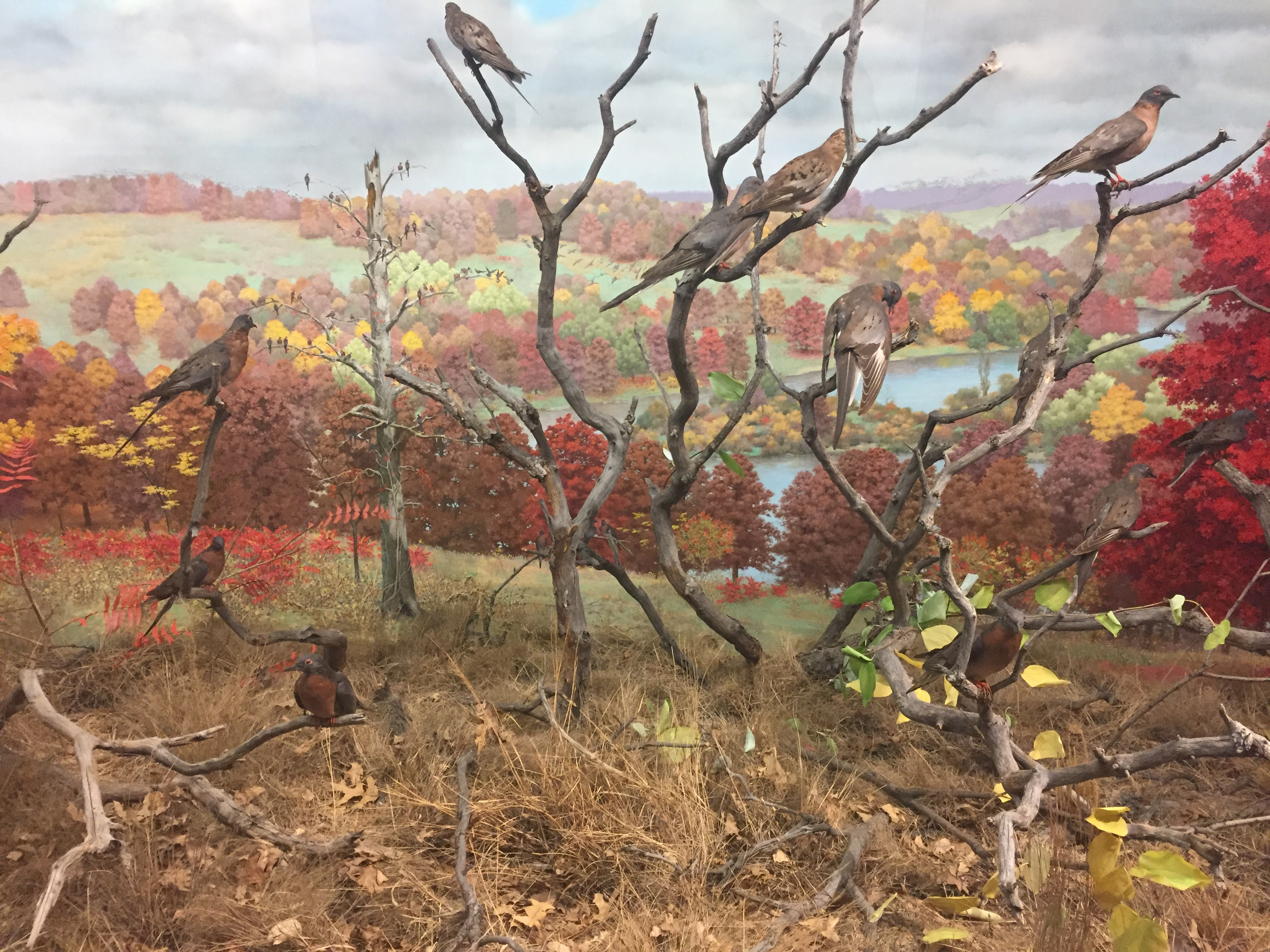
Мандрівні голуби з округу Джонсон, штат Айова.
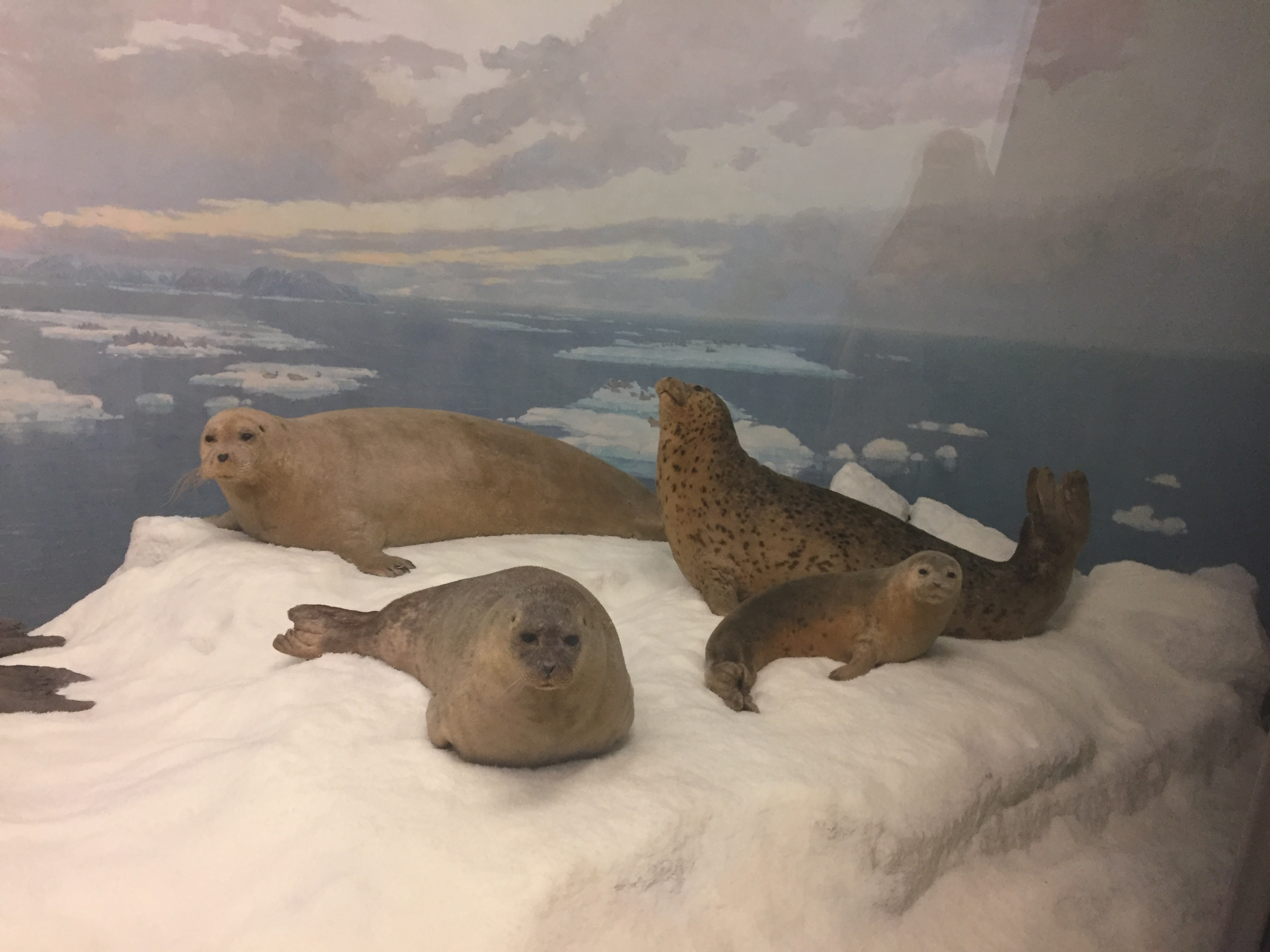
Бородатаий, кільчастий і два плямисті тюлені з фрагмента діорами з Берингової протоки біля островів Діоміда
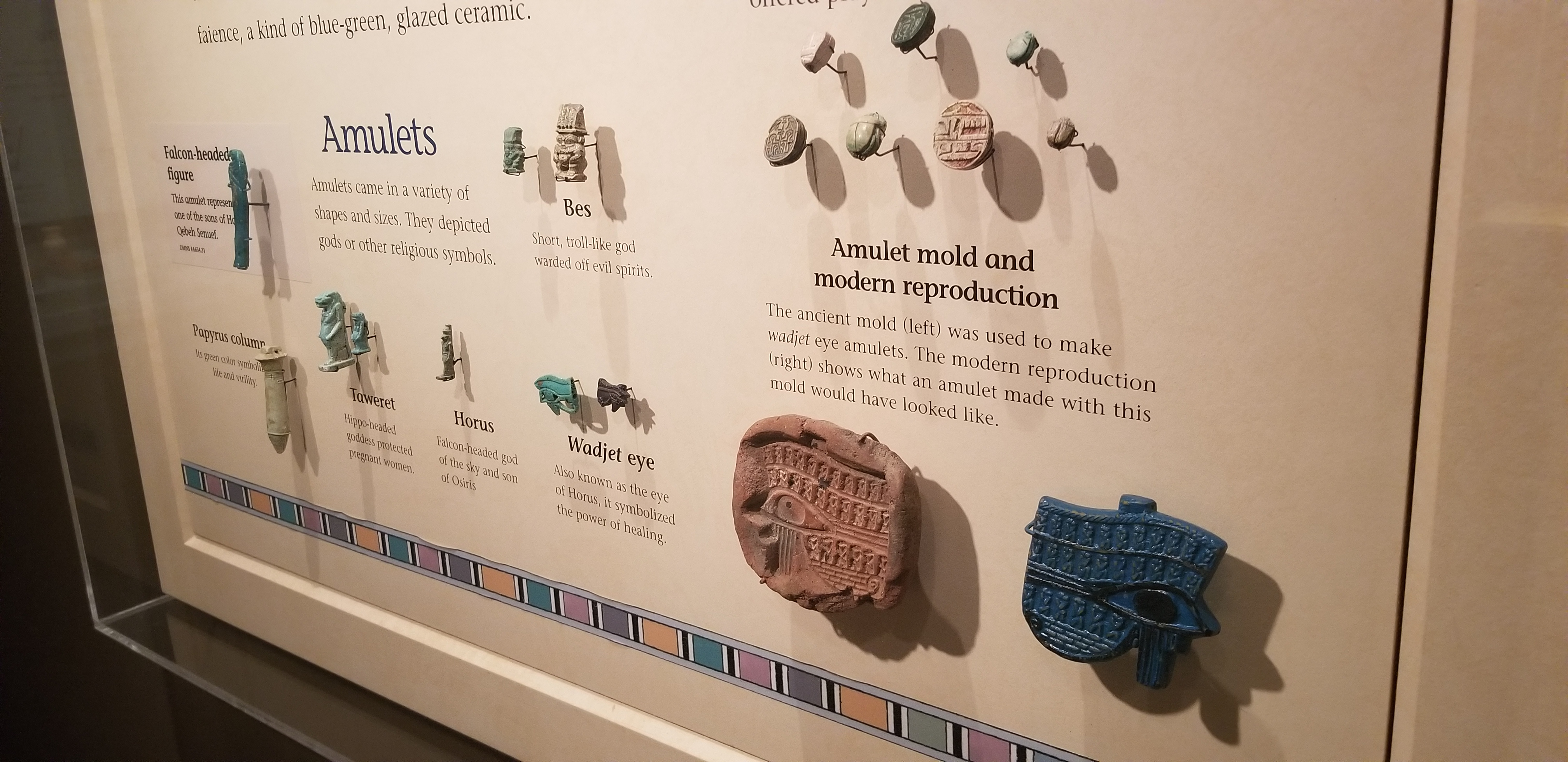
Амулети в Денверському музеї природи і наук
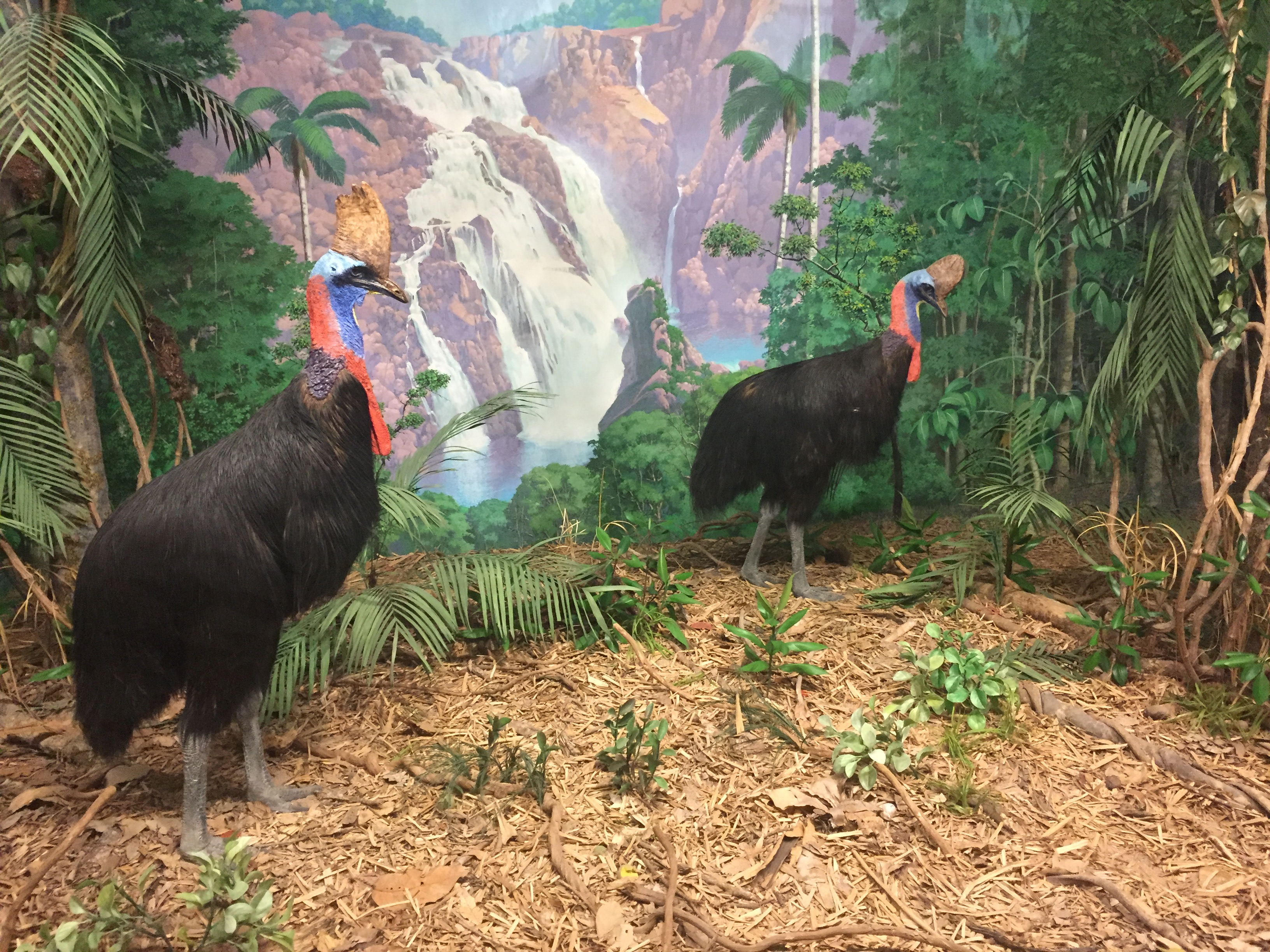
Діорама з зображенням двох південних казуарів
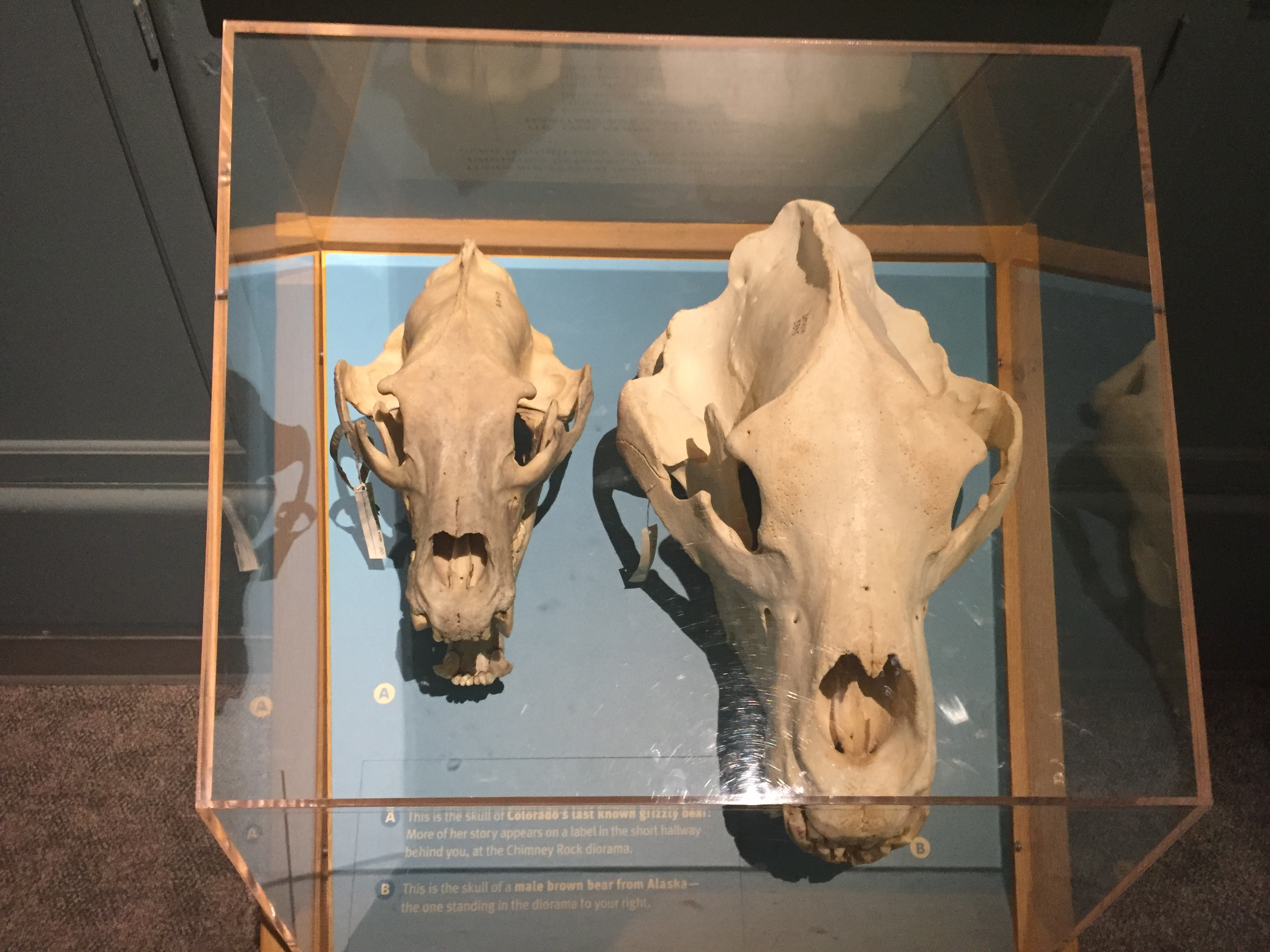
Порівняння черепів звичайного ведмедя гризлі та його підвиду з Аляски
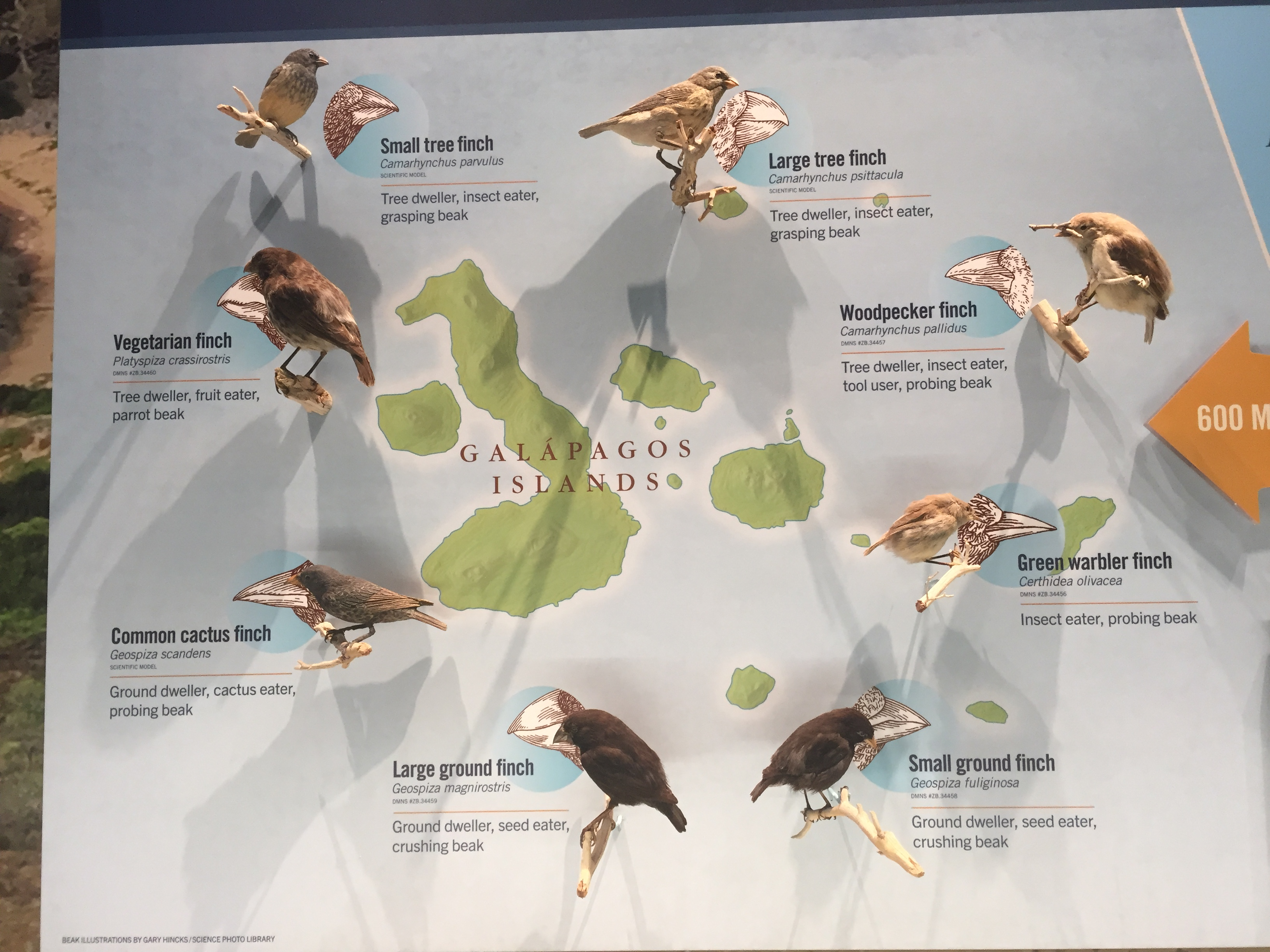
Виставка різноманітних дарвінівських в'юрків
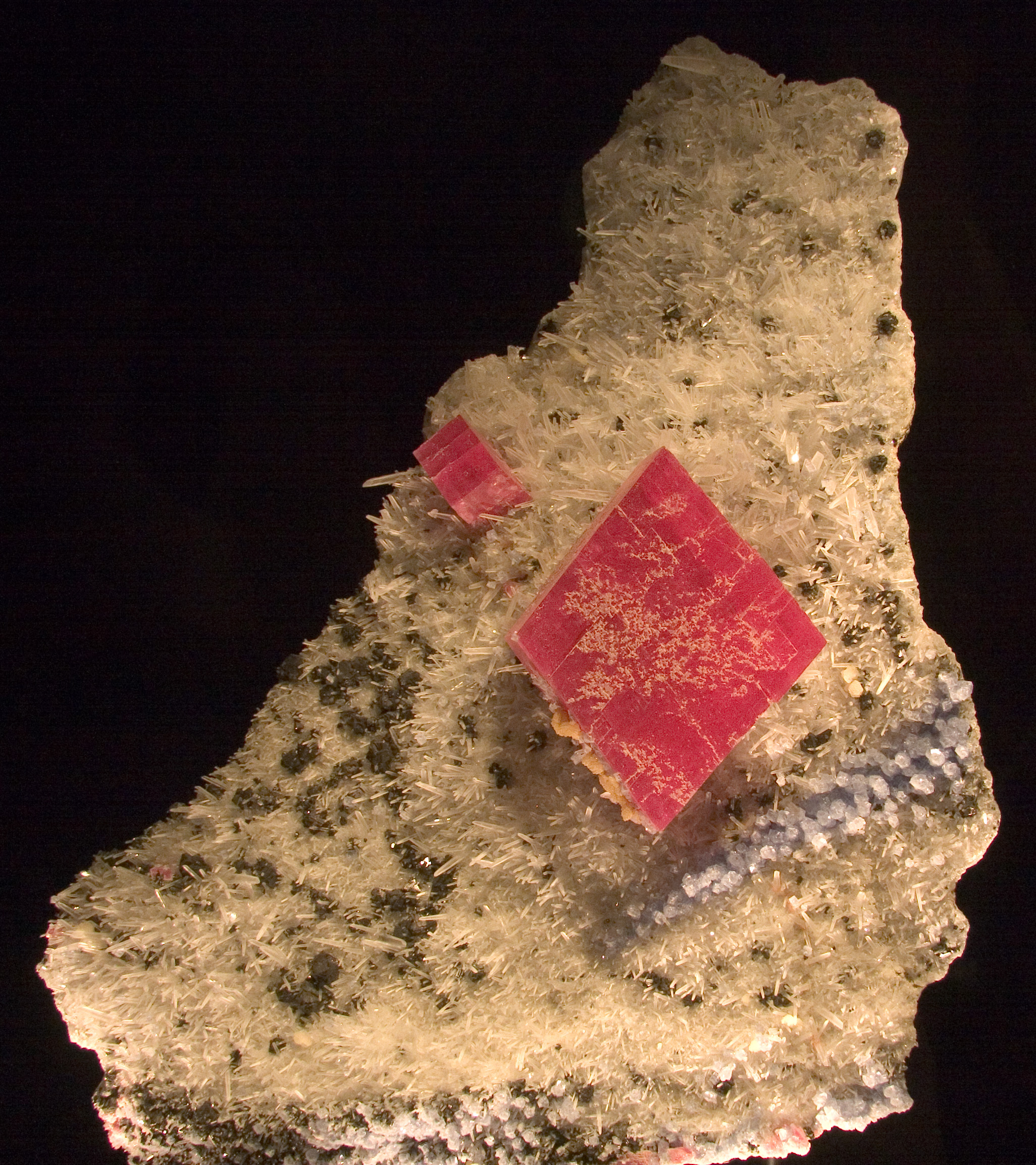
Альма Кінг, найбільший кристал родохрозиту в світі
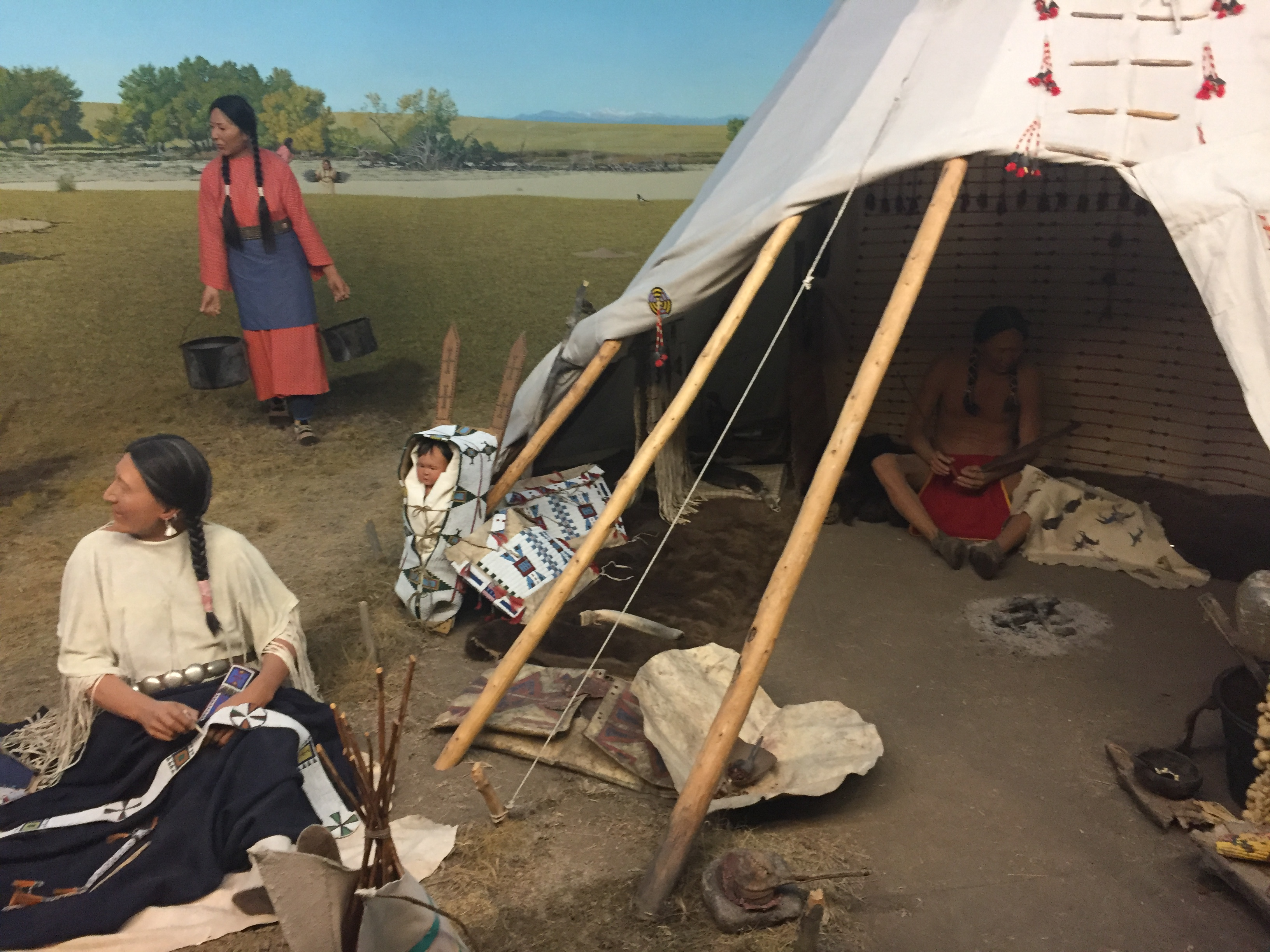
Діорама з виставки Культура північноамериканських індіанців, що зображує групу індіанців шайєн у 1860-х роках поблизу сучасного Денвера
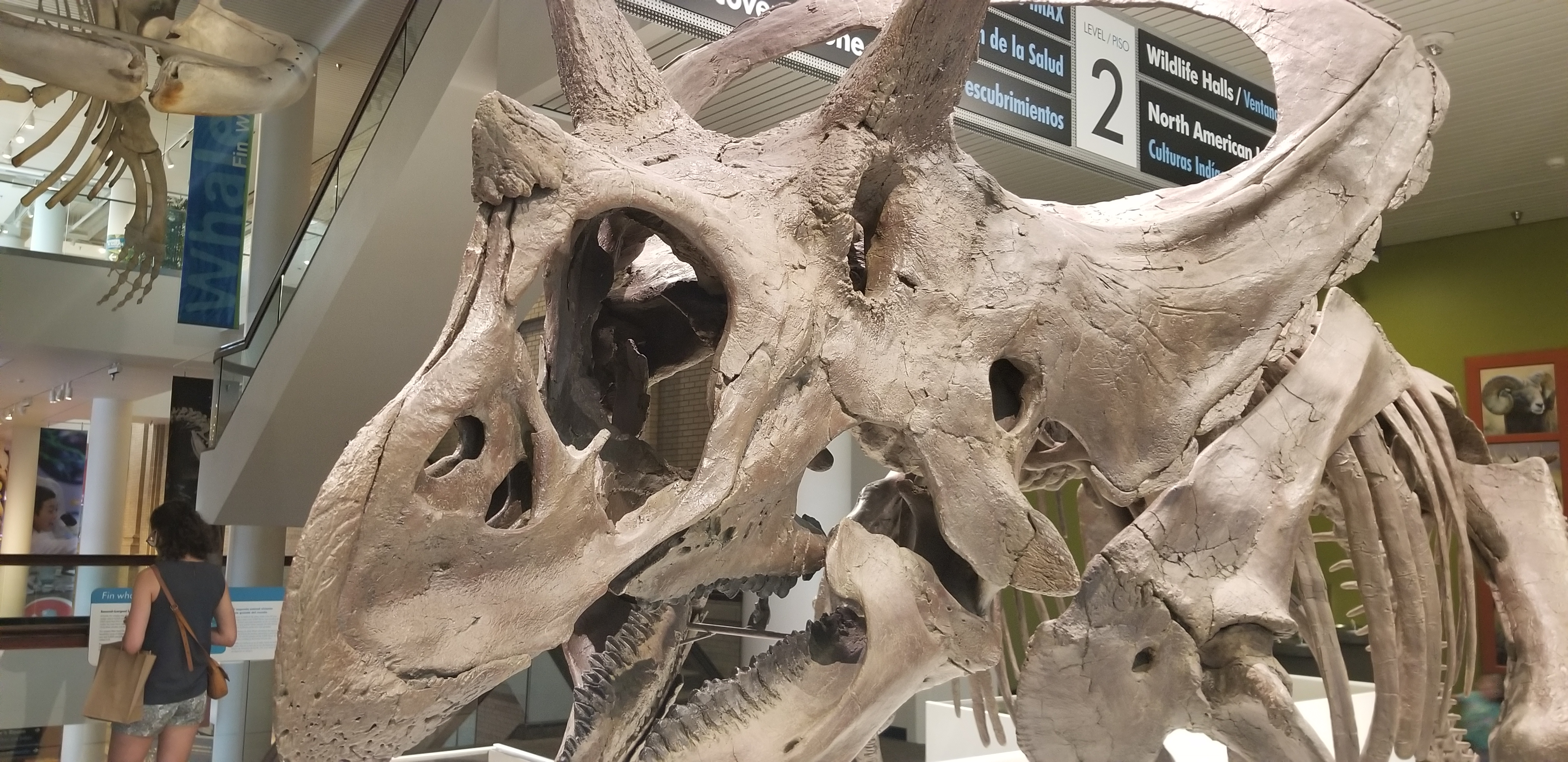
Крихітний торозавр у Денверському музеї природи та наук
Скульптура динозавра біля стоянки музею